# Halebid
Halebid est une ville de l'État du Karnataka en Inde, dans le district d'Hassan célèbre pour ses temples du Moyen-Âge.

## Histoire
Halebid fut une grande cité des souverains Hoysala, qui régnèrent entre le XIe et le XIIIe siècle, et devint capitale du royaume en 1060.

## Lieux et monuments
La construction du temple de Hoysaleśvara, qui dura 80 ans, ne fut jamais achevée. Ce temple a une valeur historique indéniable pour ses sculptures très détaillées.

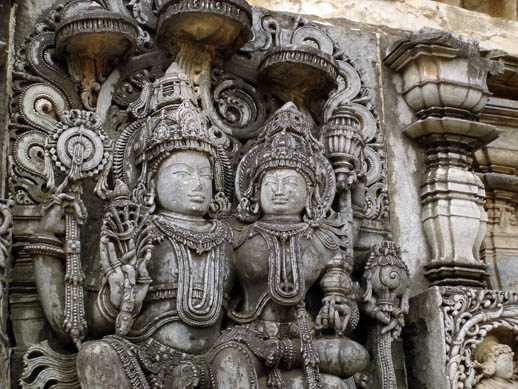
Statues du temple
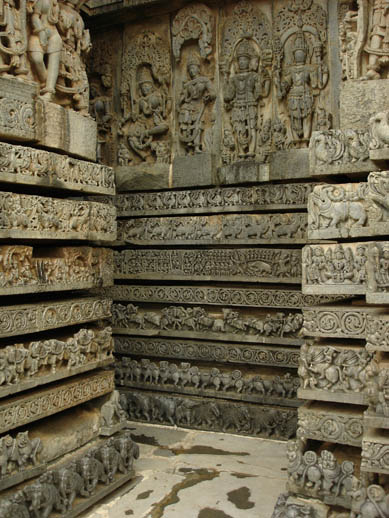
Frise sur le mur du temple
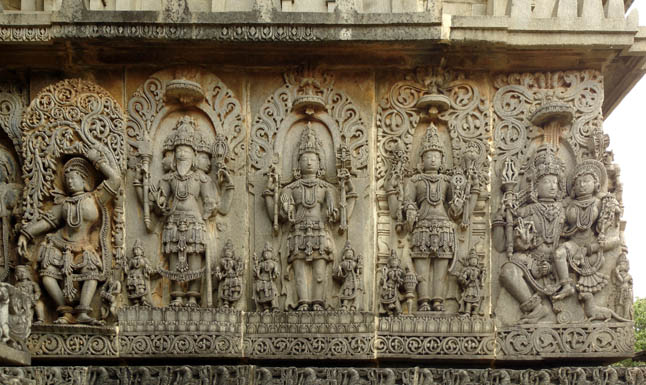
Divinités hindoues